# 尼達河 (美因河支流)
50°5′58″N 8°33′5″E / 50.09944°N 8.55139°E

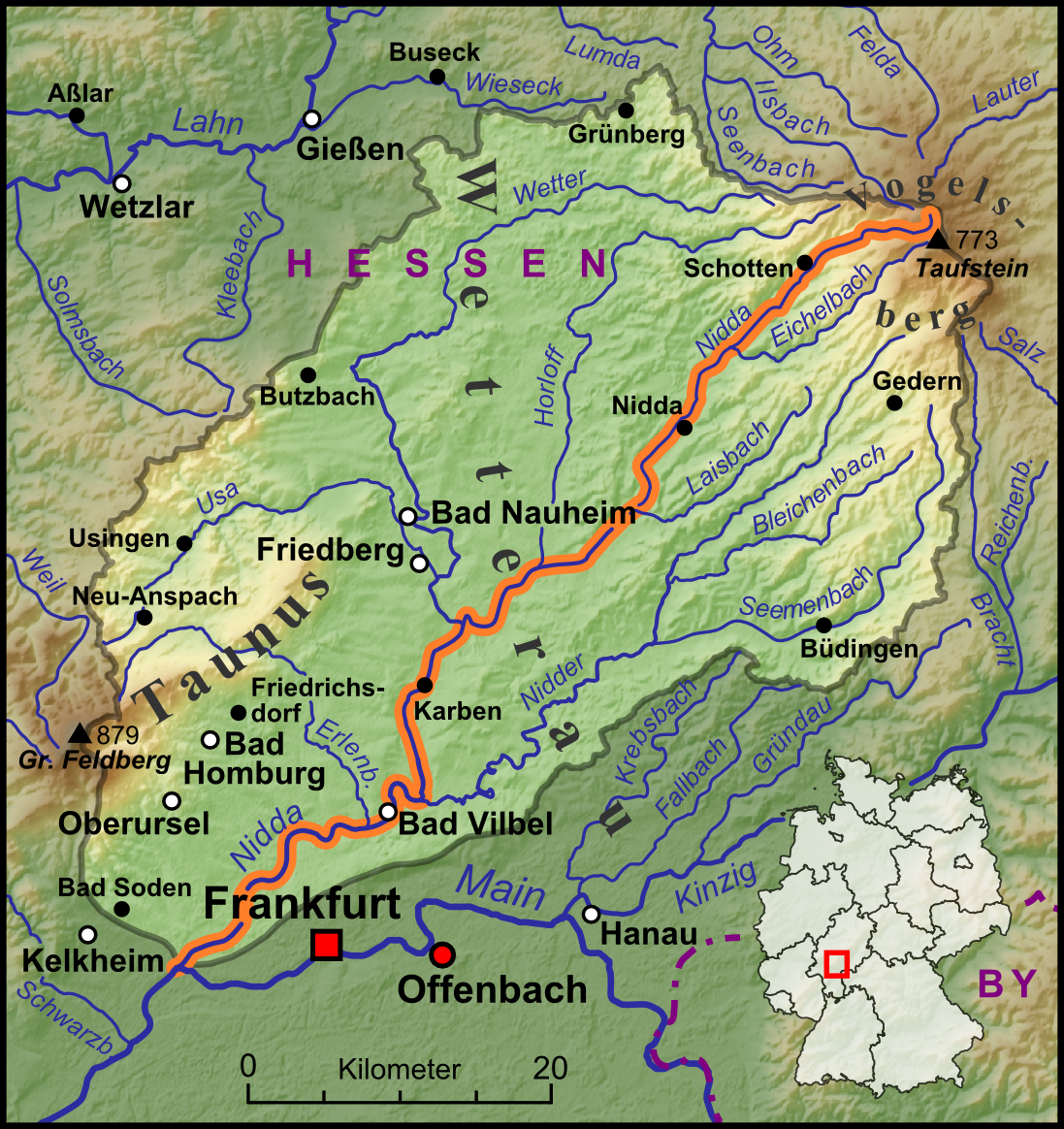

尼達河（德语：Nidda）是德國的河流，位於黑森州，屬於美因河的右支流，河道全長98公里，流域面積1,619平方公里，發源自福格爾斯貝格，流經尼達、尼達塔爾、卡爾本和巴特菲尔伯尔。